# 태풍 담레이 (2017년)

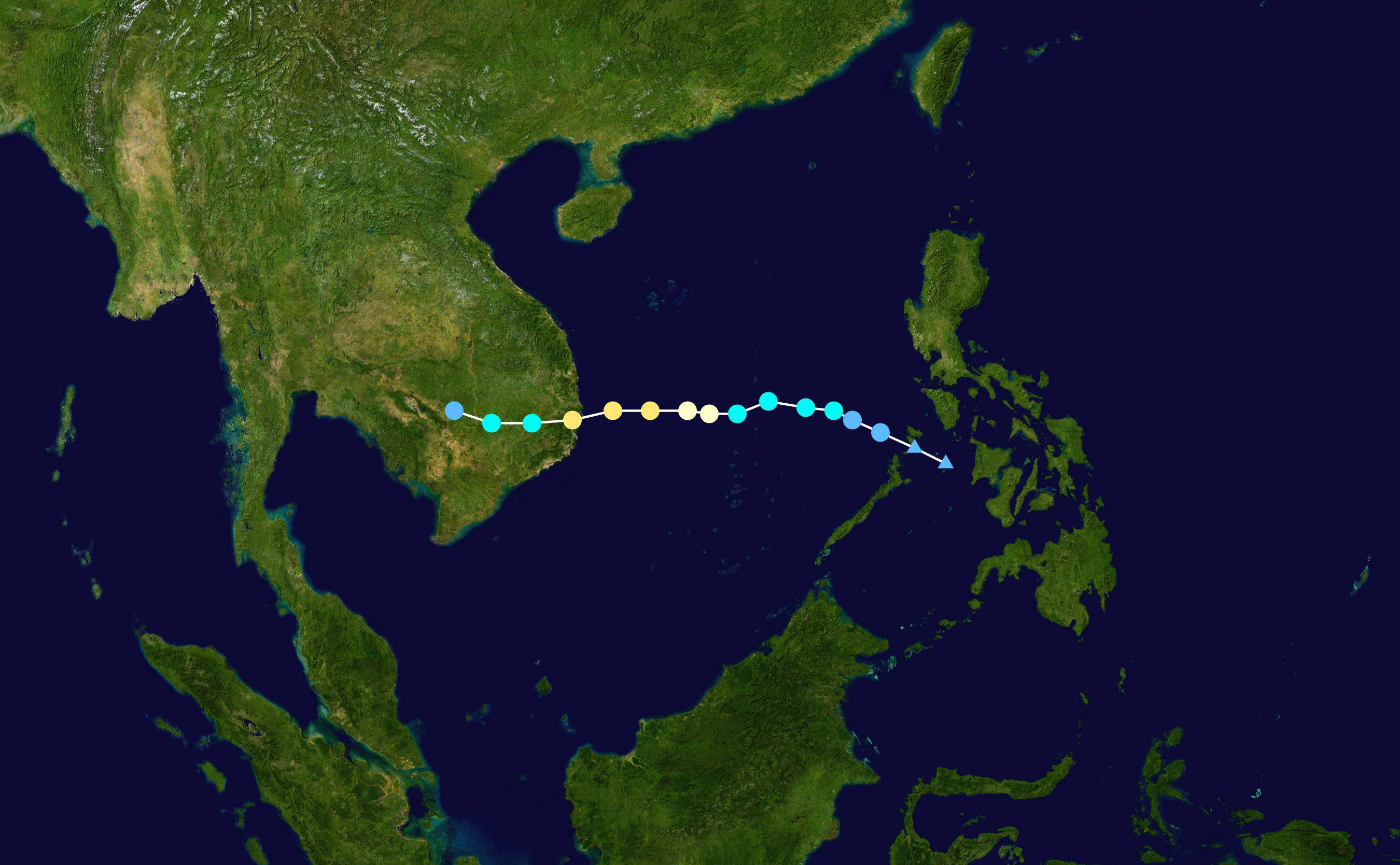
태풍 담레이의 이동 경로

태풍 담레이(태풍 번호: 1723, JTWC 지정 번호: 28W, 국제명:Damrey, 필리핀 기상청(PAGASA) 지정 이름 : Ramil)은 11월 2일 오전 9시에 중심기압 1000hPa, 최대풍속 18m/s, 강풍 반경 170km, 크기 '소형'의 열대폭풍으로 필리핀 마닐라 서남서쪽 약 440km 부근 해상에서 발생하였다.(일본 기상청 태풍정보 속보치 기준) 발생 이후 서진하면서 급발달했고, 11월 3일 오후 3시에 베트남 호치민 동북동쪽 약 690km 부근 해상에서 중심기압 970hPa, 최대풍속 36m/s, 강풍 반경 440km(북서쪽 반경)의 세력 '강', 크기 '중형'(일본 기상청 태풍정보 속보치 기준)의 태풍으로 최성기를 맞이했고, 11월 4일 오전 9시에 중심기압 970hPa, 최대풍속 36m/s, 강풍 반경 300km의 세력 '강', 크기 '중형'(일본 기상청 태풍정보 속보치 기준)의 최성기 세력 그대로인 상태로 베트남 호치민 북동쪽 약 330km 부근 육상에 상륙하였다. 베트남 상륙 뒤에는 급약화되어서, 11월 4일 오후 9시에 베트남 호치민 북쪽 약 180km 부근 육상에서 중심기압 1000hPa의 열대저압부로 소멸하였다.(한국 기상청 기준으로는 중심기압 998hPa) 담레이는 캄보디아에서 제출한 이름으로 코끼리를 의미한다.

## 같이 보기
- 2017년 태풍